# R-11
Le R-11 (code OTAN SS-1b Scud-A) est  un missile balistique tactique développé en Union soviétique dans les années 1950. Il s'agit du premier missile balistique soviétique utilisant des ergols stockables. Il est développé par Victor Makeïev collaborateur de Sergueï Korolev et fabriqué dans l'établissement SKB-385 à Zlatooust dans le sud de l'Oural. D'une portée de 270 km pour une masse de 4,66 tonnes il est déployé à compter de 1958. Une version navale R-11FM/R-11M est mise en service en 1958 et ne sera retirée qu'en 1977. 

## Historique
Pour un article plus général, voir Histoire du missile balistique.
Le développement du missile R-11 est largement préparé dans le cadre des travaux associés à la conception du très ambitieux missile balistique R-3 (porteur d'une bombe nucléaire de 3 tonnes avec une portée de 3 000 km) menés par les ingénieurs du centre de recherches NII-88 placés sous la responsabilité Sergueï Korolev, le futur père du programme spatial soviétique. À la suite de l'abandon du missile R-3, les responsables soviétiques lancent en novembre 1951 le développement des missiles R-5 (dérivé du R-3A, une version intermédiaire du R-3) et R-11. Les spécifications de ce dernier sont très rapidement établies grâce aux travaux autour du projet R-3. Korolev refuse de prendre en charge la production d'un missile utilisant les ergols toxiques sélectionnés pour le R-11. La fabrication du R-11 est confiée à un jeune collaborateur de Korolev Victor Makeïev. 
Le cahier des charges rédigé par les militaires soviétiques établit que le missile R-11  est transportable par route, a une charge militaire et une portée similaires à celle du missile allemand V2. Sa masse par contre doit être divisée par deux et il doit, contrairement à ce dernier, utiliser des ergols stockables. Le moteur-fusée du missile R-11 conçu par Alexeï Issaïev est issu de la propulsion du missile anti-aérien V-300 / R-101 lui-même dérivé du missile allemand Wasserfall. 
Le premier tir du R-11 a lieu en en avril 1953. La mise au point est difficile mais les responsables soviétiques, convaincus que le recours aux ergols stockables répond mieux à leur besoin que les missiles à ergols cryogéniques proposés par Korolev, font pression pour que le projet aboutisse. La production du missile et de son moteur S2.253 est confiée à l'établissement SKB-385 situé à Zlatooust dans le sud de l'Oural. Celui-ci avait fabriqué le missile R-1 durant une courte période avec des résultats mitigés. Le missile est déclaré bon pour la production en série en juillet 1955 et Makeïev est nommé à la tête du  SKB-385 et du développement de petits missiles balistiques tirés depuis la terre ou des navires. 
Une version tirée depuis un sous-marin baptisée R-11FM est testée à compter de février 1955 sur la base de lancement de Kapustin Yar puis en octobre 1955 depuis le sous-marin B-57 en mer Blanche. Le missile n'entre jamais en production, mais Makeïev devient par la suite l'unique concepteur des missiles balistiques tirés depuis un sous-marin. La version R-11M du missile est développée pour corriger un certain nombre d'anomalies constatées et entre en production en 1958. Une courte série, baptisée R-11A-MV, sert de fusée-sonde. De nouvelles améliorations apportées à la R-11 déboucheront sur la production du missile R-17 (en) plus connu sous le nom de Scud produit en masse et largement exporté.

## Caractéristiques techniques
Le missile R-11  est long de 7,24 mètres pour un diamètre de 0,88 mètre (1,82 mètre avec l'empennage). C'est un engin de 4,66 tonnes (955 kg à vide) propulsé par un moteur-fusée S2.253 brûlant un mélange d'ergols stockables (kérosène et acide nitrique) exerçant une poussée au décollage de 93,3 kilonewtons. Il décolle d'une rampe de lancement mobile et est accéléré durant 78 secondes jusqu'à atteindre une vitesse de 1,43 km/s. Il dispose d'un système de guidage utilisant des gyroscopes qui adaptent la trajectoire en utilisant des gouvernes placées sur son empennage et des déflecteurs de jet placés à la sortie de la tuyère. Sa trajectoire culmine à environ 78 km et il emporte une charge militaire constituée de 690 kilogrammes d'explosifs à une distance pouvant atteindre 270 km.